# 林駑
林駑，字景文，号东湖，明朝前期泉州商人。他是思想家李贄的祖先。
其家族本为李姓。根据《荣山李氏族谱》、《凤池林李宗谱》等资料，可知一世祖李辅官於唐朝光啟二年（886年）定居泉州。其父李闾为第十九世祖，改姓為林閭，成为林（李）氏始祖:5。明洪武九年（1376年），或洪武十七年（1384年），林駑前往忽鲁谟斯，皈依伊斯蘭教，隨後娶“色目婢人”（波斯人或阿拉伯人），并攜之返回泉州定居。他在四十六歲時過世。

## 關於李贄之討論
1980年代以后，學術界在討論李贽時，通常将林駑“娶色目女”改信伊斯兰教，视为伊斯兰教影响李贽思想的依据:3。研究者赵青认为“林驽和李贽相隔六代，在没有文献资料证实中间几代先祖有信仰伊斯兰的情况下，因为林驽是穆斯林所以认为李贽也是穆斯林显然是说不通的”。同时，赵青指出，林驽之子、李贽三世祖李允诚随堂兄弟李广斋迁居南安县，同样改回李姓。李广斋激烈反对伯父林驽的伊斯兰教信仰。:11、12

## 參看
- 亦思巴奚兵亂
- 李舜弦

## 备注
1. 1 2 3 4  赵青文章中《凤池林李宗谱》的记载[1]:5：“公讳驽，字景文，号东湖，始祖睦斋公长子也。为泉巨商。洪武十七年，奉命发航西洋，忽鲁谟斯等教不一，为事不谐，行年三十，遂从其教，受戒于举清净寺教门，号顺天之民。就娶色目婢人归于家，卒年四十六。吾宗七世以上，犹葬用槨，其祖谐此乎？然而肇分林李之派，其隙亦开于此矣。”
2. 1 2  赵青文章中《荣山李氏族谱》的记载[1]:5：“驽字景文，东湖长子，航吴泛越，为泉巨商。洪武丙辰九年，奉命发舶西洋，娶色目人，逐习其俗，终身不革。今子孙蕃衍，犹不去其异教[……]恐后世子孙，仍袭其弊者，以特严戒之云尔[……]”。